# Gonatodes seigliei
Espèce
Statut de conservation UICN

 EN B1ab(iii,v) : En danger
Gonatodes seigliei, est une espèce de geckos de la famille des Sphaerodactylidae.

## Répartition et habitat
Cette espèce est endémique du Venezuela. Elle est présente dans les États de Sucre et de Monagas. On la trouve entre 800 et 1 300 m d'altitude. Elle vit dans la forêt tropicale humide de pré-montagne et de montagne.

## Étymologie
Cette espèce est nommée en l'honneur de George Alfredo Seiglie (1926-1988).

## Publication originale
- Donoso-Barros, 1966 : Dos nuevos Gonatodes de Venezuela. Publicaciones ocasionales, Museo Nacional de Historia Natural, Santiago de Chile, vol. 11, p. 1-32.